# Need for Speed: Porsche Unleashed
Need for Speed: Porsche Unleashed, lansat ca 'Need for Speed: Porsche 2000 în Europa, ca Need for Speed: Porsche în Germania și America Latină, este un joc de curse creat de EA Canada și publicat de Electronic Arts. Este al cincelea joc din seria Need for Speed. Acest joc se axează exclusiv pe mașinile Porsche.

## Gameplay

Versiunea PC a jocului Need for Speed: Porsche Unleashed.

Acest joc are ca mod principal modul de carieră, acest joc te pune în pielea unui șofer de mașini Porsche. Cariera începe cu cele mai vechi mașini porsche și se termină cu ultimele apariții (până în anul 2000). Jucătorul trebuia să căștigă curse în modul Evolution, pentru a putea debloca alte mașini, în ordine cronologică, din anul 1950 până în anul 2000. Porsche Unleashed avea de asemenea un mod numit Factory Driver, în care jucătorul trebuia să testeze mașini fabricate de Porsche, cu variate cascadorii în drumul său prin carieră. Acest joc este de asemenea primul din serie care nu beneficia de modul Split-Screen. În orice caz, jocul conținea un foarte bine construit mod Multiplayer. După o anumită perioadă de timp a fost lansată și versiunea Game Boy Advance.
În privința construcției jocului, Need for Speed este adesea lăudată pentru eforturile de a promova o singură marcă de automobile, de a amplifica și de a aprofunda astfel cunoștințe referitoare atât la istoria cât și la detaliile tehnice ale unei mașini. Jocul este însoțit de videoclipuri istorice precum și multe poze fie vechi sau moderne ale mărcii Porsche.
Desemenea, această parte a seriei NFS este mai specială datorită motorului grafic, complet nou și astfel oferindu-i jucătorului o viziune complet nouă asupra graficii unui joc PC, acest motor grafic fiind capabil să "randeze", cu o complexitate superioară celorlalte jocuri de până în acel moment, detalii grafice asupra autoturismului. Pe scurt, cu o placă grafică capabilă, jucătorul avea parte de o senzație vizuală și emoțională nemaiîntâlnită până în acel moment. De la lansarea acestui motor grafic pe care rulează seria NFS, modificări au existat și chiar în număr mare, însă acesta a fost începutul, culminând cu funcția de "autosculpt" din NFS: Carbon, ce permite modificarea unor piese componente ale autoturismului în timp real, jucătorul configurând complet "look-ul" acelei componente.

## Locații
Toate locațiile sunt plasate în Europa, ca de exemplu: Corsica, Autobahn, Côte d'Azur, Schwarzwald.
La începutul jocului, 4 locații sunt valabile. Jucătorul trebuie să deblocheze și restul locațiilor.